# Canotaj la Jocurile Olimpice de vară din 2024 - Patru rame fără cârmaci feminin
Proba feminină de canotaj patru rame fără cârmaci masculin de la Jocurile Olimpice de vară din 2024 a avut loc în perioada 28 iulie-1 august 2024 pe Stadionul Nautic Olimpic Național din Île-de-France, aflat la aproximativ 30 de kilometri de Paris.

## Program
Orele sunt ora Franței (UTC+1) 
| Data                    | Timp | Etapă        |
| ----------------------- | ---- | ------------ |
| Duminică, 28 iulie 2024 | 9:00 | Calificări   |
| Marți, 30 iulie 2024    | 9:30 | Recalificări |
| Joi, 1 august 2024      | 9:30 | Finale       |

## Rezultate

### Calificări
Primele două ambarcațiuni din fiecare cursă s-au calificat în Finala A, iar celelalte au concurat în recalificări.

#### Calificări - cursa 1
| Loc | Culoar | Sportive                                                                                   | Țară                       | Timp    | Note |
| --- | ------ | ------------------------------------------------------------------------------------------ | -------------------------- | ------- | ---- |
| 1   | 2      | Helen Glover, Esme Booth, Samantha Redgrave, Rebecca Shorten                               | Marea Britanie             | 6:42,57 | FA   |
| 2   | 4      | Jackie Gowler, Phoebe Spoors, Davina Waddy, Kerri Williams                                 | Noua Zeelandă              | 6:45,44 | FA   |
| 3   | 5      | Zhang Shuxian, Liu Xiaoxin, Wang Zifeng, Xu Xingye                                         | China                      | 6:49,12 | R    |
| 4   | 1      | Emily Kallfelz, Kelsey Reelick, Mary Mazzio-Manson, Kaitlin Knifton                        | Statele Unite ale Americii | 6:49,66 | R    |
| 5   | 3      | Astrid Steensberg, Frida Sanggaard Nielsen, Marie Skytte Hauberg Johannesen, Julie Poulsen | Danemarca                  | 6:56,70 | R    |

#### Calificări - cursa 2
| Loc | Culoar | Sportive                                                               | Țară      | Timp    | Note |
| --- | ------ | ---------------------------------------------------------------------- | --------- | ------- | ---- |
| 1   | 4      | Marloes Oldenburg, Hermijntje Drenth, Tinka Offereins, Benthe Boonstra | Olanda    | 6:43,71 | FA   |
| 2   | 2      | Adriana Adam, Maria Lehaci, Maria-Magdalena Rusu, Amalia Bereș         | România   | 6:44,55 | FA   |
| 3   | 1      | Imogen Magner, Eimear Lambe, Natalie Long, Emily Hegarty               | Irlanda   | 6:51,75 | R    |
| 4   | 3      | Olympia Aldersey, Jean Mitchell, Lily Alton, Molly Goodman             | Australia | 6:59,86 | R    |

### Recalificări
Primele două ambarcațiuni din cursă s-au calificat în Finala A, iar celelalte au mers în Finala B.
| Loc | Culoar | Sportive                                                                                   | Țară                       | Timp    | Note |
| --- | ------ | ------------------------------------------------------------------------------------------ | -------------------------- | ------- | ---- |
| 1   | 2      | Emily Kallfelz, Kelsey Reelick, Mary Mazzio-Manson, Kaitlin Knifton                        | Statele Unite ale Americii | 6:32,48 | FA   |
| 2   | 4      | Zhang Shuxian, Liu Xiaoxin, Wang Zifeng, Xu Xingye                                         | China                      | 6:33,60 | FA   |
| 3   | 1      | Astrid Steensberg, Frida Sanggaard Nielsen, Marie Skytte Hauberg Johannesen, Julie Poulsen | Danemarca                  | 6:35,65 | FB   |
| 4   | 4      | Imogen Magner, Eimear Lambe, Natalie Long, Emily Hegarty                                   | Irlanda                    | 6:38,10 | FB   |
| 5   | 5      | Olympia Aldersey, Jean Mitchell, Lily Alton, Molly Goodman                                 | Australia                  | 6:43,70 | FB   |

### Finale

#### Finala B
| Loc | Culoar | Sportive                                                                                   | Țară      | Timp    | Note |
| --- | ------ | ------------------------------------------------------------------------------------------ | --------- | ------- | ---- |
| 7   | 1      | Imogen Magner, Eimear Lambe, Natalie Long, Emily Hegarty                                   | Irlanda   | 6:34,74 |      |
| 8   | 2      | Astrid Steensberg, Frida Sanggaard Nielsen, Marie Skytte Hauberg Johannesen, Julie Poulsen | Danemarca | 6:36,43 |      |
| 9   | 3      | Olympia Aldersey, Jean Mitchell, Lily Alton, Molly Goodman                                 | Australia | 6:39,28 |      |

#### Finala A
| Loc | Culoar | Sportive                                                               | Țară                       | Timp    | Note |
| --- | ------ | ---------------------------------------------------------------------- | -------------------------- | ------- | ---- |
| 1   | 4      | Marloes Oldenburg, Hermijntje Drenth, Tinka Offereins, Benthe Boonstra | Olanda                     | 6:27,13 |      |
| 2   | 3      | Helen Glover, Esme Booth, Samantha Redgrave, Rebecca Shorten           | Marea Britanie             | 6:27,31 |      |
| 3   | 2      | Jackie Gowler, Phoebe Spoors, Davina Waddy, Kerri Williams             | Noua Zeelandă              | 6:29,08 |      |
| 4   | 5      | Adriana Adam, Maria Lehaci, Maria-Magdalena Rusu, Amalia Bereș         | România                    | 6:29,52 |      |
| 5   | 6      | Emily Kallfelz, Kelsey Reelick, Mary Mazzio-Manson, Kaitlin Knifton    | Statele Unite ale Americii | 6:34,88 |      |
| 6   | 1      | Zhang Shuxian, Liu Xiaoxin, Wang Zifeng, Xu Xingye                     | China                      | 6:36,18 |      |